# بخش میجی
بخش میجی (به لاتین: Maiji District) یک منطقهٔ مسکونی در چین است که در تیانشوی واقع شده‌است. بخش میجی ۳٬۴۵۲ کیلومتر مربع مساحت و ۶۵۰٬۰۰۰ نفر جمعیت دارد.